# Alchemilla straminea
Alchemilla straminea — вид квіткових рослин з родини трояндових (Rosaceae). Ареал: Німеччина (Баден-Вюртемберг, Баварія), Швейцарія, Південна Польща, Чехія, Північна Словаччина, Іспанія, Андорра, Франція, Італія (Альпи, Апенніни), Косово, Північна Македонія, Румунія, Болгарія, північна Греція, Туреччина (Північна Анатолія).

## Середовище
Зростає на висотах від гірських до альпійських. Мешкає на весняних луках, берегах струмків, (свіжих) вологих або крапельно-мокрих короткотравних або вільних луках і пасовищах, а також на луках з високими травами.

## Біоморфологічна характеристика
Це багаторічна трав'яниста рослина, що досягає висоти від 5 до 20, рідше до 30 сантиметрів. Стебла і ніжки листя зазвичай повністю голі, лише в кінці літа утворюється розсіяний волосяний наріст. Листкова пластинка прикореневих листків до 15 см завширшки, округла, дев'яти-одинадцятилопатева, з верхнього боку гола, знизу запушена лише на кінцях головних жилок; частки листя від напівкруглої до (переважно) параболічної форми з трикутними загостреними зубцями, кінцевий зуб частки листа в 1–1.3 рази довший за його ширину або ширший. Листкові пластинки верхніх стеблових листків глибоко розділені, їх частки більші в довжину, ніж у ширину. Період цвітіння: травень — жовтень.